# メトロカード (ニューヨーク)
メトロカード (MetroCard) はメトロポリタン・トランスポーテーション・オーソリティ (MTA) が発売する磁気ストライプ式プリペイドカードである。ニューヨーク市地下鉄を初めパストレイン (PATH) やスタテンアイランド鉄道、エアトレインJFK、ルーズベルト・アイランド・トラムウェイといった鉄道から、ビー-ラインバスやハドソン・レール・リンク、MTAリージョナル・バス・オペレーションズ、ナッソー・インター-カウンティ・エクスプレスといったバスで使用することができる。
 
このカードは、かつてニューヨーク市地下鉄で使われていたトークン（きっぷ）の回収を行う負担をなくすために1992年に導入された。このカードが導入された後、MTAは2003年5月3日に地下鉄で、2003年12月31日にバスでトークンでの運賃支払いを廃止した。
メトロカードの自動券売機はCubic Transportation Systems株式会社が製造している。
現在のメトロカードは2022年より段階的に廃止される予定である。それ以降はスマートフォンやMTAが新たに発売する非接触型のカードを改札機などにかざすことで運賃の支払いを行うことになる。

## 歴史
MTA内での磁気ストライプ式プリペイドカードによる運賃の支払いは1983年に提案されている。その後、当時のMTA会長のリチャード・ラヴィッチによりプリペイドカードの導入は"最優先事項" (highest priority) とされ、トークンでの運賃支払いは廃止されることとなった。この計画は多くの市民にも支持されていた。1984年、ラヴィッチ会長の後を継いだボブ・カイリーは今後4年間で新しい運賃支払いシステムを構築しようとしていると述べた。しかし、官僚的な行動や考えの不一致などから開発の進展を遅らせていた。1990年3月、MTA理事会は磁気カードによる運賃支払いシステムへの資金調達の可否を問う投票を行った。その3ヶ月後、ニューヨーク市議会はMTAがこの計画を進めることを承認した。1991年までに、トークンによる運賃の支払いにはもう限界が見えており、ほとんどの他の公共交通機関ではトークンよりも遥かに安価である磁気カードによる運賃の支払いが主流となっていた。1991年7月、MTA理事会は磁気カードシステムの導入を承認した。MTAはこの新しい運賃支払いシステムの提供と運営を行う会社を決める入札を開始し、キュービック・トランスポート・システムズ (Cubic Transportation Systems) が最低入札価格を1億ドルとして入札した。
1992年10月30日、新しい磁気カードの自動券売機の設置が開始された。この磁気カードは1993年4月までにメトロカードという名前が付けられた。当時、MTAは年末までにメトロカードに対応した回転式改札機を駅に設置し、1995年後半にはバス車両にもメトロカードの運賃支払い機器を設置することとしていた。1993年6月1日、MTAは地下鉄とバスシステム全体でのテストとしてメトロカードを配布した。1994年1月6日、ニューヨーク市地下鉄IRTレキシントン・アベニュー線ウォール・ストリート駅（4系統・5系統）とBMTブロードウェイ線ホワイトホール・ストリート-サウス・フェリー駅（N系統・R系統・W系統）にメトロカード対応の回転式改札機が設置された。
1997年以前のメトロカードのデザインは青色で、黄色でMetroCardと書かれていた。この青いカードは現在コレクターアイテムとなっている。1997年7月4日、メトロカードを使用することにより地下鉄とバスの間を無料で乗り換えることができるようになった。また、メトロカードのデザインが現在の金色に青色でMetroCardと書かれた物に変更されている。1998年1月1日より15ドル以上のメトロカードを購入した場合、購入金額の10パーセントがボーナスとして残高に加算されるようになった。また、6月後の7月4日より7日間か30日間乗り放題になるカードがそれぞれ17ドルと63ドルで販売が開始された。また、地下鉄と各停バスのほか急行バスにも30日間乗り放題となるカードも120ドルで販売が開始された。1999年1月1日には1日乗り放題となる1日ファンパスが4ドルで販売を開始した。
2003年4月13日、トークンは販売を終了した。2003年5月4日から、バスを除きトークンでの運賃の支払いはできなくなり、以下の運賃の値上げが行われた。
- 基本運賃：1.50ドルから2.00ドルへ引き上げ[20][21]。
- 1日ファンパス：4ドルから7ドルへ引き上げ[20][21]。
- 7日間乗り放題：17ドルから21ドルへ引き上げ[20][21]。
- 30日間乗り放題 急行バスプラス：33ドルの7日間乗り放題 急行バスプラスメトロカードとなり販売終了[20][21]。
- 30日間乗り放題：63ドルから70ドルへ引き上げ[20][21]。
- 残高のボーナス加算は10ドル以上の購入時に購入金額の20パーセントになった[20][21]。

2005年2月27日、再び以下のように値上げが行われた。
- 7日間乗り放題 急行バスプラス：33ドルから41ドルへ引き上げ[22]。
- 7日間乗り放題：21ドルから24ドルへ引き上げ[22]。
- 30日間乗り放題：70ドルから76ドルへ引き上げ[22]。

2008年3月2日、また以下の通り値上げが行われた。
- 1日ファンパス：7ドルから7.50ドルへ引き上げ[23]。
- 7日間乗り放題：24ドルから25ドルへ引き上げ[23]。
- 14日間乗り放題：47ドルで販売開始[23]。
- 30日間乗り放題：76ドルから81ドルへ引き上げ[23]。
- 残高のボーナス加算は7ドル以上購入時に購入金額の15パーセントとなった[23]。

2009年6月28日、またもや値上げが行われた。
- 基本運賃およびシングルライド券：2ドルから2.25ドルへ引き上げ[24]。
- 1日ファンパス：7.50ドルから8.25ドルへ引き上げ[24]。
- 7日間乗り放題：20ドルから27ドルへ引き上げ[24]。
- 7日間乗り放題 急行バスプラス：41ドルから45ドルへ引き上げ[24]。
- 14日間乗り放題：47ドルから51.50ドルへ引き上げ[24]。
- 30日間乗り放題：81ドルから89ドルへ引き上げ[24]。
- 残高のボーナス加算は8ドル以上購入時となった[24]。

2010年12月30日、残高のボーナス加算は10ドル毎に7パーセントとなり1日ファンパスと14日間乗り放題メトロカードは販売を終了した。更に以下の値上げが行われた。
- 7日間乗り放題：27ドルから29ドルへ引き上げ[25]。
- 7日間乗り放題 急行バスプラス：45ドルから50ドルへ引き上げ[25]。
- 30日間乗り放題：89ドルから104ドルへ引き上げ[25]。

2012年に、MTAはメトロカードの表面に広告を載せる事を許可した。なお、裏面は1995年以降広告を載せられるようになっていた。これにより広告主はカード表面からMTAのロゴを消す事が可能となった。
2012年10月にハリケーン・サンディがニューヨークを襲い地下鉄システムの一部も浸水などの被害を受けた。この結果不通となる区間も出たためメトロカードを使用しバスと地下鉄の間で3回無料振替輸送が行われた。最初はフラットブッシュ・アベニュー-ブルックリン・カレッジ駅においてMTAバスQ22系統・Q35系統と地下鉄2系統・5系統の間で行われた。2番目はロッカウェイ・アベニュー駅においてMTAバスQ22系統・Q52リミテッドもしくはQ53リミテッドと地下鉄A系統の間で行われた。最後は任意の地下鉄駅からMTAバスQ22系統もしくはQ113系統に乗り継ぎ、更に3時間以内にナッソー・インター-カウンティ・エクスプレスのn31系統、n32系統、n33系統に乗り継いだ場合に無料での乗り継ぎが適用された。
2012年12月19日、以下の通り値上げが行われた。
- 基本運賃およびシングルライド券：2.25ドルから2.50ドルへ引き上げ[29]。
- 7日間乗り放題：29ドルから30ドルへ引き上げ[29]。
- 30日間乗り放題：104ドルから112ドルへ引き上げ[29]。
- 残高のボーナス加算は5ドル以上購入時に購入金額の5パーセントとなった[29]。

2013年2月20日から乗客は乗り放題メトロカードとペイパーライドメトロカードを1枚に纏めることができるようになった。このため、カードに乗り放題と残高の両方が入っている場合は先に乗り放題の方から使用され、乗り放題の期間が切れると通常の残高から運賃が引き落とされる。2013年3月3日、廃棄されるメトロカードの数を減らすために新しいメトロカードを購入する場合に1ドルの手数料が掛かるようになった。
2015年3月22日、以下の通り値上げが行われた。
- 基本運賃：2.50ドルから2.75ドルへ引き上げ[32]。
- 急行バス運賃：6.50ドルへ引き上げ[32]。
- 7日間乗り放題：30ドルから31ドルへ引き上げ[32]。
- 7日間乗り放題 急行バスプラス：50ドルから57.25ドルへ引き上げ[32]。
- 30日間乗り放題：112ドルから116.50ドルへ引き上げ[32]。
- シングルライド券：2.50ドルから3.00ドルへ引き上げ[32]。
- 残高のボーナス加算は購入金額の11パーセントとなった[32]。

2017年3月19日、以下の通り値上げが行われた。
- 7日間乗り放題：31ドルから32ドルへ引き上げ[33]。
- 7日間乗り放題 急行バスプラス：57.25ドルから59.50ドルへ引き上げ[33]。
- 30日間乗り放題：116.50ドルから121ドルへ引き上げ[33]。
- 残高のボーナス加算は購入金額の5パーセントとなった[33]。

2017年10月23日、MTAはメトロカードを段階的に廃止しApple PayやGoogle ウォレット、近距離無線通信可能な非接触型クレジットカード、RFID搭載カードといった物で運賃支払いを行うようにすると発表した。10月23日の発表では、2020年までに500の地下鉄改札口と600のバス車両をこのシステムに対応させ、2020年内に新しい運賃支払いシステムを開始することとしているが、メトロカード自体は2023年まで残される予定である。しかし、このシステムの導入に対しては新しい改札機がハッキングされる可能性がある、クレジットカードと電話情報が盗難に対して脆弱になる可能性が高いといった批判も起きている。
2018年中頃、ニューヨーク市は貧困線を下回る住民約800,000人に対してメトロカードを半額で提供するプログラムを開始することに暫定的に同意した。このプログラムは2019年1月に開始され、ニューヨーク市は2019年度に半額のメトロカードを最低6ヶ月間助成するために1億600万ドルの費用を割り当てた。プログラムが実施されるかどうかについては不透明であったが、2019年1月4日から運用が開始された。当初半額メトロカードは3万人に配布されたが、2019年4月にはさらに13万9000人の補助的栄養支援プログラムを受けたニューヨーカーにも半額メトロカードが配布される。ただし、改定後の計画では当初予定されていた80万人の住民のうちほんの一部（約20％）のみが割引運賃の対象となる。
2019年4月21日、以下の通り値上げが行われた。
- 急行バス運賃：6.50ドルから6.75ドルへ引き上げ[44]。
- 7日間乗り放題：32ドルから33ドルへ引き上げ[44]。
- 7日間乗り放題 急行バスプラス：59.50ドルから62ドルへ引き上げ[44]。
- 30日間乗り放題：121ドルから127ドルへ引き上げ[44]。
- ペイパーライド メトロカード：残高のボーナス加算を廃止[44]。

## 種類

### シングルライド券
シングルライド券 (SingleRide Ticket) はトークンを置き換えるために導入された所謂片道きっぷで、表面に磁気帯が、裏面に購入日時が刻印されている。この券は乗車距離に関わらず一律3ドルとなっており、地下鉄もしくはバスに1回乗車することができる。降車時にバス運転手に乗り継ぎの意思を伝えることにより、1度だけ別のバスに乗り換えることができる。なお、地下鉄とバスの間での乗り継ぎはできず、セレクトバスサービスに乗車した場合はどのバス路線へも乗り継ぎできない。シングルライド券は地下鉄駅に通常設置されているメトロカード自動販売機で購入することができ、購入後2時間で有効期限が切れる。なお、駅の窓口などでは購入することができない。このような制約のためシングルライド券は頻繁に使用されることはなく、2009年には地下鉄の乗客の内シングルライド券を使用しているのは僅か3パーセントであった。
なお、このシングルライド券はPATHでは使用することができない。ただし、PATHシングルライド券をPATHの駅で2.75ドルで購入することができる。なお、このシングルライド券も購入後2時間で有効期限が切れる。

### ペイパーライド メトロカード
ペイパーライド メトロカード (Pay-Per-Ride MetroCard) はメトロカード自動券売機もしくは駅窓口で購入でき、5.50ドルから80ドルの間の任意の金額分を購入することができる。5.50ドル以上の購入もしくは残高追加を行った場合はその金額の5パーセントが残高に加算されていたが2019年現在、そのシステムは廃止されている。残高を追加する場合は駅窓口もしくはメトロカード自動券売機へ行き、窓口では1セント刻み、自動券売機は5セント刻みで追加することができる。また、7日間か30日間乗り放題とすることもできる。この際も既に入金済みの残高は残されており、乗り放題の有効期限が切れ次第残高から運賃が落とされる。
ペイパーライド メトロカードはニューヨーク市地下鉄、MTA急行/各停/リミテッド/セレクトバス、スタテンアイランド鉄道、スタテンアイランド急行バス、ナッソー・インター-カウンティ・エクスプレス、PATH、エアトレインJFK、ルーズベルト・アイランド・トラムウェイ、ビー-ラインバスなどで使用することができる。ただし、PATHに限りメトロカードでの割引運賃は適用されない。
ペイパーライド メトロカードはどの交通機関を使用したかによって運賃を差し引いている。地下鉄、スタテンアイランド鉄道、ルーズベルト・アイランド・トラムウェイ、各停/リミテッド/セレクトバスに乗車する場合は2.75ドルが引かれ、1度目の乗り継ぎが無料で、一部の乗り継ぎに限り2度目の乗り継ぎも無料となる（下記参照）。PATHに乗車する場合も引かれる運賃は2.75ドルであるが、無料での乗り継ぎは行えない。MTA急行バスもしくはアカデミー急行バスに乗車する場合は地下鉄、スタテンアイランド鉄道、急行バス以外のMTAバス路線への乗り継ぎが可能で6.50ドルが引かれる。ビー-ラインバス BxM4C系統に乗車する場合は7.50ドルが引かれる。エアトレインJFKはジャマイカ駅もしくはハワード・ビーチ駅からジョン・F・ケネディ国際空港内に入る場合は5ドルの運賃が引かれる。
無料乗り継ぎは以下のように最初に入場してから2時間以内に行うことができる。
- 1回の無料乗り継ぎ
  - 地下鉄から各停バス
  - バスから地下鉄
  - バスから各停バス
  - 急行バスから急行バス
  - バスもしくは地下鉄からスタテンアイランド鉄道
  - 地下鉄IRTレキシントン・アベニュー線・BMTブロードウェイ線レキシントン・アベニュー/59丁目駅（4系統・5系統・6系統・<6>系統・N系統・R系統・W系統）から63丁目線レキシントン・アベニュー-63丁目駅（F系統・N系統・Q系統・R系統）への改札外乗換
- 以下の乗り継ぎを順番に、もしくは逆順に行う場合は2回の乗り継ぎが無料となる。
  - スタテンアイランドの各停バスからスタテンアイランド鉄道に乗り継ぎ、セント・ジョージ・ターミナルからスタテン島フェリーに乗船しスタテン・アイランド・フェリー・ホワイトホール・ターミナルで下船、ロウアー・マンハッタンで地下鉄もしくは各停バスに乗り継ぐ場合[注釈 2][48]。
  - B61系統もしくはB62系統に接続するバスとの乗り継ぎ（最初にB61系統に接続するバスに乗車した場合はそのバス→B61系統→B62系統、最初にB62系統に接続するバスに乗車した場合はそのバス→B62系統→B61系統の順番の乗り継ぎ[49]）。
  - B70系統 - S53系統 - S53系統に接続するバス間の乗り継ぎの場合[50]。
  - Q29系統 - Q33系統 - Q72系統ラガーディア空港方面行きの乗り継ぎの場合。Q72系統レゴ・パーク方面行きへ乗り継ぐ場合は別料金となる[51]。
- 各停バスもしくは地下鉄から急行バスへ乗り継ぐ場合は3.75ドルが必要となる。
- バスにて硬貨で運賃を支払う場合（ペニーと半ドル硬貨での支払いは不可）、運転手に乗り継ぐ旨を伝えることにより接続する各停バスにのみ乗り継ぐことができる[52]。
- BxM4C系統のバスへは乗り継ぎが行えない[53]。
- PATHと地下鉄・バス・MTAバス間を無料で乗り継ぐことはできない[47]。
- 1枚のカードで最大4人まで利用することができ、1度の無料乗り継ぎが行える。

ペイパーライド メトロカードは1年で有効期限が切れるが、有効期限が切れてから1年以内であれば駅窓口の駅員に申し出るか自動券売機にカードを差し込むことにより新しいメトロカードに有効期限切れのカードの残高を引き継ぐことができる。このほか、期限が切れてから1年以上2年未満のカードはMTAに郵送することで新しいカードに期限切れのカードの残高を引き継ぐことができる。

### イージーペイエクスプレス メトロカード
イージーペイエクスプレス メトロカード (EasyPayXPress MetroCard) はペイバーライド メトロカードや乗り放題メトロカードと同じように機能するが、カードにリンクしているクレジットカードやデビットカードから自動的に残高が追加される。このカードは購入時に残高が30ドルの物と残高121ドルで30日間乗り放題がつく物の2つを選ぶことができる。残高が20ドルを下回るとクレジットカードやデビットカードから自動的に45ドルが残高に追加される。乗車する際は通常通りペイパーライド メトロカードおよび乗り放題メトロカードのルールが適用される。なお、急行バスおよびPATHではこのカードは使用できない。

### エアトレインJFK割引メトロカード
エアトレインJFK割引メトロカード (JFK Airport AirTrain Discount MetroCard) は特別にマークされた自動券売機でのみ購入することができ、料金は25ドルで初乗車から1年間エアトレインJFKに10回乗車することができる。エアトレインJFKの基本運賃は5ドルであるため5割引となっている。なお、このカードも通常通り残高を追加することができ、追加した後はペイパーライド メトロカードとなる。ただし、エアトレインJFKはペイパーライド メトロカードで乗車した場合割引は適用されず5ドルの運賃が引かれる。また、40ドルで30日間エアトレインJFKに乗り放題のメトロカードも発売されている。

### 乗り放題メトロカード
乗り放題メトロカード (Unlimited MetroCard) はその名の通り所定の期間中乗り放題となるカードで、2017年現在以下の4種類が発売されている。
- 7日間乗り放題カード：地下鉄と各停バスに初乗車日の7日後の深夜まで無制限に乗車可能、料金は32ドル[45]。
- 30日間乗り放題カード：地下鉄と各停バスに初乗車日の30日後の深夜まで無制限に乗車可能、料金は121ドル[45]。
- 7日間乗り放題 急行バスプラスカード：地下鉄と各停バスに加え急行バスに初乗車日の7日後の深夜まで無制限に乗車可能、料金は59.50ドル[45]。
- エアトレインJFK30日間乗り放題カード：エアトレインJFKに初乗車日の30日後の深夜まで無制限に乗車可能、料金は40ドル。発売場所はJFK空港のメトロカード自動販売機およびハワード・ビーチ-JFKエアポート駅（A系統）とサットフィン・ブールバード-アーチャー・アベニュー-JFKエアポート駅（E系統・J系統・Z系統）のメトロカード自動販売機。カードはエアトレインJFKのみで使用可能であるためこのカードで地下鉄やバスに乗り継ぐことはできない。

乗り放題カードは駅の改札機を通った際やバスに乗車した際、18分間同じ改札機・バスで利用できない。また、新しく乗り放題のカードを買わなくても、ペイパーライド メトロカードに7日間もしくは30日間乗り放題の効果を付けることができ、その反対に乗り放題カードに残高を追加することもできる。このように残高と乗り放題が同時に1枚のカードに入っている場合、乗り放題が適用されない場合を除き残高より先に乗り放題が使用される。また、7日間乗り放題 急行バスプラスカードを使用した場合のみ急行バスにも乗り放題となる。ただし、この乗り放題カードはPATHやエアトレインJFKといったMTAが営業していない交通機関では使用することができない。自動販売機からクレジットカード、デビットカード、またはATMカードを使用して購入した30日間乗り放題カードもしくは7日間乗り放題 急行バスプラスカードを盗難・紛失した場合は所定の電話番号に電話をし、手続きをすることによって未使用分の代金が返金される。ただし、カードの再発行はなされないため買い直す必要がある。
7日間・30日間乗り放題カードはニューヨーク市地下鉄、スタテンアイランド鉄道、急行バスを除くMTAバス、ナッソー・インター-カウンティ・エクスプレス、ビー-ラインバス、ルーズベルト・アイランド・トラムウェイで利用することができる。7日間乗り放題 急行バスプラスカードは上記に加えてアカデミーバスとMTAバスの急行バスにも乗車することができる。

### 学生用メトロカード
学生用メトロカード (Student MetroCard) は所定の範囲内に在住するニューヨーク市内の公立・私立学校に通学する生徒に発行される。自宅と学校までの移動距離に応じてニューヨーク市バスやニューヨーク市地下鉄に無料あるいは割引料金で乗車できる。このカードはニューヨーク市教育局によって管理されている。
教育局は学生に対して異なる色のカードを発行している。グレードKから6の学生にはオレンジ色のカードが発行されており運賃全額を支払っている。緑色のカードはグレード7から12の学生には運賃全額、グレードKから12の学生には運賃半額として発行されている。運賃全額を支払うカードは地下鉄、急行バスを除くMTAバス、スタテンアイランド鉄道で利用することが可能で、運賃半額を支払うカードは急行バスを除くバスでのみ利用することができる。また、青と紫色のカードはナッソー郡の学生に発行され、ナッソー・インター-カウンティ・エクスプレスでのみ利用することができる。
学生用メトロカードの発行には以下のルールがある。
- 移動距離が最大0.5マイル（800メートル）のグレードKから2の学生は運賃半額のカードが発行される[59]。
- 移動距離が0.5マイル以上の場合、グレードKから2の学生には運賃全額のカード、グレード3から6の学生には運賃半額のカードが発行される[59]。
- 移動距離が1マイル（1.6キロメートル）以上の場合、グレード3から6の学生には運賃全額のカード、グレード7から12の学生には運賃半額のカードが発行される[59]。
- 移動距離が1.5マイル（2.4キロメートル）以上のグレード7から12の学生には運賃全額のカードが発行される[59]。

### 障害者/高齢者割引運賃メトロカード

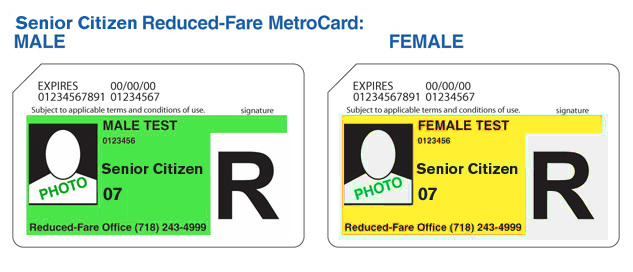
高齢者割引メトロカード

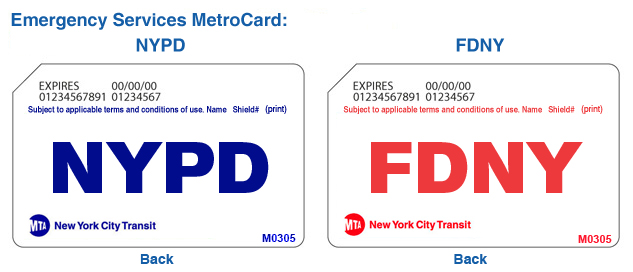
ニューヨーク市警察 (NYPD) とニューヨーク市消防局 (FDNY) の緊急用メトロカード

高齢者割引メトロカード (Senior citizen MetroCard) はマンハッタン区3 ストーン・ストリートのMTAカスタマーサービスオフィスで身分証明書と年齢証明書、その他必要な書類を提出して申請書を書くと発行され、カードにはIDと本人の写真が載せられる。このメトロカードを使用するとMTAが運営する全ての交通機関とラッシュ時以外の急行バスにおいて運賃が半額となる。また、このメトロカードにも7日間・30日間乗り放題を追加することができる。オートゲートカード (Autogate card) は運動障害のある乗客に発行され、駅の改札口において車椅子用の改札口を通過することができる。また、高齢者/障害者割引カードのどちらもイージーペイエクスプレスとの結び付けが可能である。なお、このカードでPATHに乗ることはできず、ニューヨーク市内行きのロングアイランド鉄道および午前中のメトロノース鉄道でも利用することはできない。
このカードは新しいカードに交換を行う際に3ヶ月もの期間が掛かったため苦情が頻発していた。

### 緊急サービス
緊急メトロカード (Emergency MetroCard) は勤務中の警察官、消防士、救急医療従事者が緊急時に地下鉄駅にスムーズにアクセスできるようにするカードである。

## 運賃形態

### 運賃
運賃は全てメトロカードもしくは現金で支払う必要がある。なお、メトロカード対応バスでは現金での支払いは行えない。

#### 基本運賃
以下の表の料金表記は全てアメリカドルである。
| MTAバス/ニューヨーク市バス: 各停/リミテッド/セレクトバス, ビー-ラインバス (BxM4C系統を除く), ナッソー・インター- カウンティ・エクスプレス (NICE), PATH, ニューヨーク市地下鉄, スタテンアイランド鉄道, ルーズベルト・アイランド・トラムウェイ | MTAバス/ニューヨーク市バス: 各停/リミテッド/セレクトバス, ビー-ラインバス (BxM4C系統を除く), ナッソー・インター- カウンティ・エクスプレス (NICE), PATH, ニューヨーク市地下鉄, スタテンアイランド鉄道, ルーズベルト・アイランド・トラムウェイ | 急行バス (MTAバス アカデミーバスSIM23/SIM24) | 急行バス (MTAバス アカデミーバスSIM23/SIM24) | BxM4C 系統 | BxM4C 系統             | 学生用メトロカード | 学生用メトロカード | 学生用メトロカード | エアトレインJFK | アクセス-A-ライド (ニューヨーク市補助交通機関) | エイブル-ライド (ナッソー郡補助交通機関) |
| 運賃 | 割引運賃 | 運賃                                         | 割引 運賃 (ピーク 以外)                      | 運賃       | 割引 運賃 (ピーク以外) | 運賃               | 半額 運賃          | NICE               | エアトレインJFK | アクセス-A-ライド (ニューヨーク市補助交通機関) | エイブル-ライド (ナッソー郡補助交通機関) |
| --- | --- | -------------------------------------------- | -------------------------------------------- | ---------- | ---------------------- | ------------------ | ------------------ | ------------------ | --------------- | ---------------------------------------------- | ---------------------------------------- |
| $2.75 - シングルライド券は$3.00 | $1.35 | $6.50                                        | $3.25                                        | $7.50      | $3.75                  | 無料               | $1.35              | $2.10              | $5              | $2.75                                          | $3.75 (20枚綴り$75)                      |
| 備考: - PATHではメトロカードの割引運賃は適用されない。 - 急行バスのピーク時間帯は平日6時 - 10時と15時 - 19時である。 - スタテンアイランド鉄道の運賃はセント・ジョージ・ターミナル駅とトンプキンスヴィル駅でのみ徴収される。 - 学生用メトロカードは通学日の5時半から20時半までの間、ニューヨーク市地下鉄・ニューヨーク市バス・MTAバスで利用可能。 - 全額運賃のメトロカードでは1日3回まで利用でき、乗換回数の多い生徒には特別に4回まで利用できるカードが発行される。 - 半額運賃のメトロカードも全額運賃のカードと同様1日3回まで利用でき、各停/リミテッド/セレクトバスでのみ有効である。 - その他細かい条件や使用制限が設けられている。 | |                                              |                                              |            |                        |                    |                    |                    |                 |                                                |                                          |

#### 乗り放題メトロカード料金
以下の表の料金表記は全てアメリカドルである。なお、メトロカードを新規購入する場合（盗難・紛失にあたっての再発行および期限切れのカードの更新を除く）は以下の料金に加えて手数料として1ドルが加算される。
| 料金 | $32 | $121   | $59.50 | $25 | $40 |
| 半額料金 | $16 | $60.50 | $59.50 | $25 | $40 |
| 備考: - 7日間乗り放題 急行バスプラスカードに限りMTA急行バスとアカデミーバスSIM23/SIM24系統に乗車できる。 - エアトレインJFK30日間乗り放題カードはエアトレインJFKでのみ有効で、その他の交通機関では利用できない。 - 乗り放題カードはBxM4C系統およびPATHでは利用できない。 |     |        |        |     |     |

### 乗り継ぎ
メトロカードを利用した乗客はバスから地下鉄、各停バスと各停バス、地下鉄から各停バスへの乗り継ぎは1回無料で行うことができる。なお、各停バス（BxM4C系統を除く）から急行バスへ乗り継ぐ場合追加運賃3.75ドルがペイパーライド メトロカードから引き落とされる。運賃の支払いを現金で行う場合は降車時に運転手に乗り継ぐ旨を伝えることにより所定の各停バスと各停バスを乗り継ぐ場合のみ無料となる。全ての乗り継ぎは2時間以内で行う必要がある。
BxM4C系統のバスはどの交通機関からも乗り継ぎを行えない。また、PATHもどの交通機関とも乗り継ぎを行えない。
シングルライド券はバスとバスの間での乗り継ぎが可能であるが、地下鉄とバスの間での乗り継ぎは不可能である。

#### 乗り継ぎ制限
乗り継ぎには以下のように制限がある。

##### 地下鉄
ペイパーライド メトロカードを使用して地下鉄に乗車する場合、改札外乗換を行うことはできない。ただし、IRTレキシントン・アベニュー線・BMTブロードウェイ線レキシントン・アベニュー/59丁目駅と63丁目線レキシントン・アベニュー-63丁目駅の間のみ改札外乗換となるが別料金はかからない。また、2011年まではINDクイーンズ・ブールバード線23丁目-エリー・アベニュー駅とINDクロスタウン線ロングアイランド・シティ-コート・スクエア駅からIRTフラッシング線45番ロード-コート・ハウス・スクエア駅の間でも改札外乗換が認められていたが、2011年6月3日よりINDの駅とIRTの駅を結ぶ改札内連絡通路が開通したため通常の乗換駅扱いとなっている。
また、この他なんらかの事情（改装などに伴う駅の閉鎖など）により例外が追加される場合もある。
2019年4月には14丁目トンネルの修繕に伴い一時的な改札外乗換の特例が3つ設けられる予定である。これはINDクロスタウン線ブロードウェイ駅とBMTジャマイカ線ロリマー・ストリート駅間、BMTカナーシー線リヴォニア・アベニュー駅とIRTニューロッツ線ジュニアス・ストリート駅間、そしてINDクロスタウン線21丁目駅とIRTフラッシング線ハンターズ・ポイント・アベニュー駅間での改札外乗換が認められた物である。

##### バス
ペイパーライド メトロカードを利用するバスの乗客は、最初に乗車した系統および以下の場合での乗り継ぎは不可能である。
- マンハッタン区
  - M1, M2, M3, M4系統：北行マディソン・アベニュー停留所と南行5番街停留所間の乗り継ぎ。
  - M31, M57系統：57番街停留所での東行と西行の乗り継ぎ。ただし、東行から東行、西行から西行の乗り継ぎは可能。
  - M96, M106系統：96丁目停留所での東行と西行の乗り継ぎ。また、M31系統とM57系統の乗り継ぎと違い同方向のバスへ乗り継ぐ場合も別料金となる。
  - M101, M102, M103系統：北行3番街停留所と南行レキシントン・アベニュー停留所間の乗り継ぎ。
- ブロンクス区
  - Bx1, Bx2系統：グランド・コンコース停留所での南行と北行の乗り継ぎ。
  - Bx40, Bx42：トレモント・アベニュー停留所での東行と西行の乗り継ぎ。
- ナッソー郡
  - 最初に乗車したバスと接続しないバスへの乗り継ぎ[74]。
- 急行バス
  - BxM4C系統への乗り継ぎ。ただし、BxM4C系統からの乗り継ぎは可能[53]。
  - マンハッタン区方面行きQ1系統とクイーンズ区方面行きQ5, Q6系統との乗り継ぎ。ただし、同方向へ向かうバス同士の場合は乗り継ぎ可能。
  - マンハッタン区方面行きQ5系統とクイーンズ区方面行きQ1, Q6系統との乗り継ぎ。ただし、同方向へ向かうバス同士の場合は乗り継ぎ可能。
  - マンハッタン区方面行きQ6系統とクイーンズ区方面行きQ1, Q5系統との乗り継ぎ。ただし、同方向へ向かうバス同士の場合は乗り継ぎ可能。

##### 地下鉄 - バス間
次の例外を除き地下鉄とバスの乗り継ぎは行えない。
- B42系統に乗車しBMTカナーシー線カナーシー-ロッカウェイ・パークウェイ駅より地下鉄に乗車する場合。この駅のバス停留所は改札内に位置するため改札口を通る必要がなくバスから地下鉄、地下鉄からバスへ乗り継ぐことが可能である。

## 購入
メトロカードを新しく購入する場合、盗難・紛失による再発行と期限切れのカードからの引き継ぎ用カードの購入の場合と個人販売者からの購入時を除いて必ず手数料として1ドルがカードの料金に加算される。

### 地下鉄駅窓口
地下鉄駅の窓口では各種メトロカードを購入することができる。ただし、シングルライド券とエアトレインJFK、PATH用のメトロカードの購入はできない。購入する際の代金は全て現金で支払う必要がある。

### メトロカード自動券売機

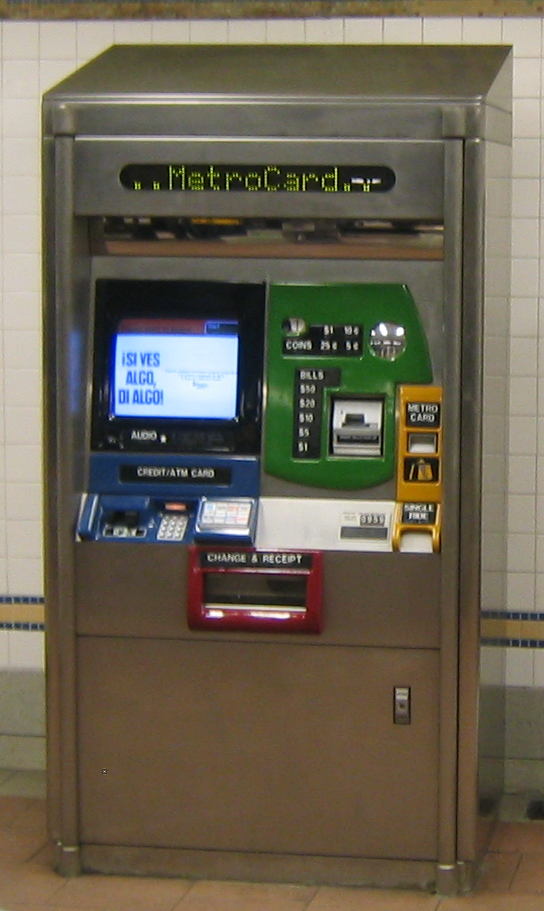
メトロカード自動券売機

メトロカード自動券売機 (MVM) は全ての地下鉄駅、PATH駅、スタテン島フェリーターミナル、ルーズベルト・アイランド・トラムウェイ駅、ローザ・パークス・ヘンプステッド・トランジット・センター、エルティングヴィル・トランジット・センター、ラガーディア空港セントラル・ターミナルに設置されている。
この券売機は1999年1月25日より設置され、2つの種類が存在している。1つは標準的な支払いに現金、クレジットカード、デビットカードが使用できる全ての地下鉄駅に設置されているタイプである。ただし、現金では9ドルまでしか釣り銭を出すことができないため、釣り銭が9ドルを超過する場合も購入・残高追加こそ行えるが、超過分の釣り銭は返却されない。また、自動券売機は以前に発行したメトロカードを回収することができる。もう1つの自動券売機は現金に対応しておらずクレジットカードとATM/デビットカードでのみ支払いが行える小型の物である。どちらのタイプの券売機もタッチパネルを操作することにより全てのメトロカードおよびシングルライド券を購入することができる。また、1990年の障害を持つアメリカ人法に準拠するよう点字とヘッドフォンがあり、視覚障害者でも購入が容易となるように設計されている。

### メトロカード販売バス・バン

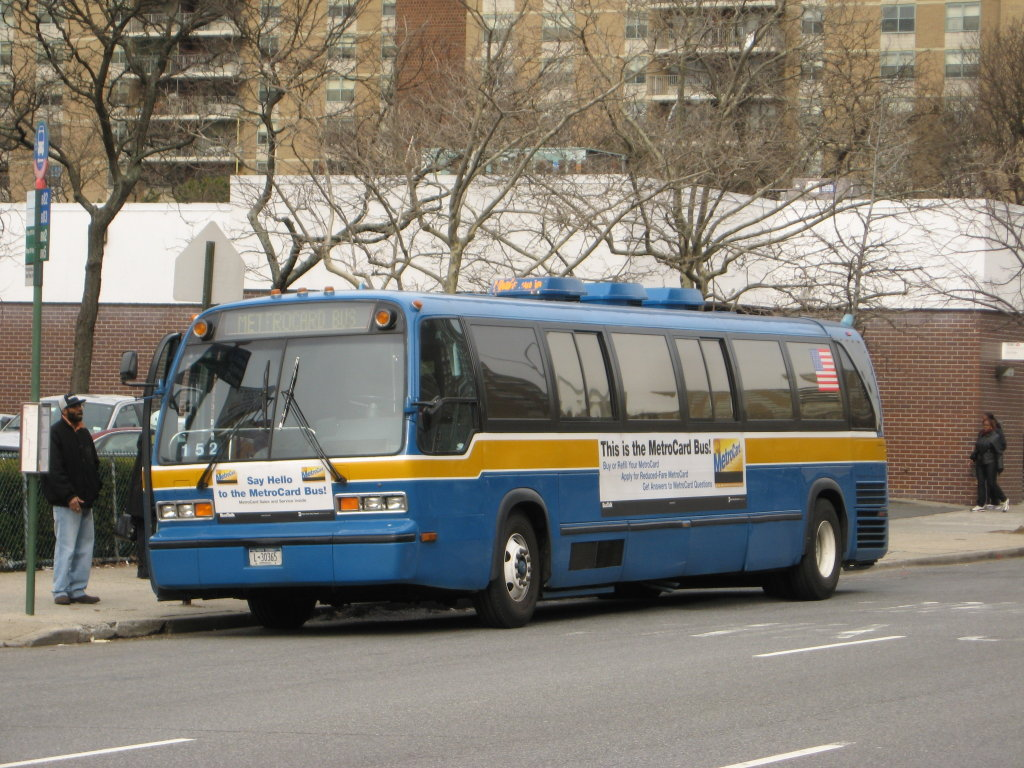
メトロカード販売バス

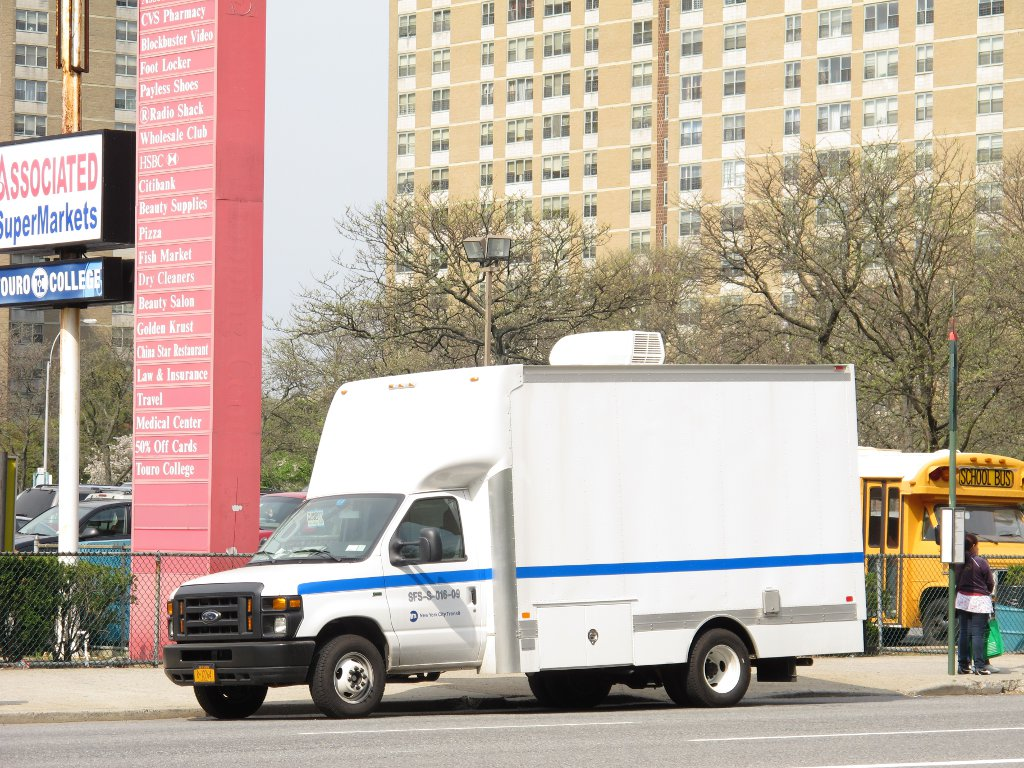
メトロカード販売バン

メトロカード販売バンおよび販売バス（旅客営業から引退したバス車両を使用）はニューヨーク市とウェストチェスター郡の特定の場所を定期的に回り、その日の営業場所に着くと1日あるいは半日停車し販売業務を行う。このバスおよびバンはメトロカードの販売のほか、残高の追加にも対応している。
バンはニューヨーク市内5区とウェストチェスター郡で、バスはマンハッタン区・ブロンクス区・クイーンズ区・ブルックリン区の一部で営業を行っている。

### メトロカード販売者
メトロカード販売者はMTAに対し自社のビジネスとして販売することを申請した会社・個人が販売しており、事前にMTAにより確認が行われたカードのみ販売が許されている。なお、この販売者からメトロカードを購入する場合は手数料の1ドルは加算されない。また、近隣のメトロカード販売者の情報はMTAのウェブサイトから確認することができる。

### 通勤鉄道券売機
ロングアイランド鉄道およびメトロノース鉄道の券売機ではきっぷ、パス、メトロカードを組み合わせて購入することができる。また、ジャマイカ駅およびペンシルベニア駅ではエアトレインJFKの月間パスも購入できる。なお、これらの券売機で購入したメトロカードはプラスチック製ではなく厚い紙でできている。
2007年からS89バスサービスが始まったことにより、ハドソン-バーゲン・ライトレールの月間パスとメトロカードがライトレール駅のニュージャージー・トランジット券売機から購入することができるようになった。

## 将来
2006年、MTAとニューヨーク・ニュージャージー港湾公社は磁気ストリップカードをICカードに置き換えることを発表した。
2006年7月1日、MTAは新しい非接触型ICカードでの料金徴収のテストのため2006年12月31日までの予定で試験を開始した。なお、その後期間は2007年5月31日まで延長されている。この試験はIRTレキシントン・アベニュー線全駅とブロンクス区・ブルックリン区・クイーンズ区の4駅で行われた。ICカードが導入されることによりそれまで必要であったカードのスライドが不必要となるため改札口の混雑が緩和されると予想されている。MTAおよびその他交通機関は最終的にこのICカードをシステム全体に導入するとしている。